# Hundfjället
Hundfjället er et skiområde i Sälen i Dalarna, Sverige. Hundfjällets bakker er varierende. Lifter og pister deles med Tandådalen, alt i alt er der 36 lifter og 54 pister. Her findes 2 stolelifter: Väggenbanan en 4-stolelift som er lavet til den stejle nedfart "Väggen" og E8an, som er en 8-stolelift og som anvendes betydeligt mere. Fra Hundfjället går en forbindelselift til Tandådalen. 
De øvrige skiområder i Sälen er Kläppen, Lindvallen, Högfjället, Tandådalen og Stöten.

## Trollskogen
Trollskogen er en populær nedkørsel for børn. Der findes nemlig en masse trætrolde og andre træfigurer langs hele nedfarten, lavet af Alf Skaneby.
Det første man ser når man kommer ind i Trollskogen er at "Åke Skider" hilser en velkommen.

## Eksterne links
- http://www.malung.se/kartor/karta-hundfjallet.html Arkiveret 25. november 2005 hos  Wayback Machine
- http://www.swedetroll.com/ Arkiveret 23. november 2007 hos  Wayback Machine

61°12′N 13°00′Ø / 61.2°N 13°Ø